# Guébriant Islands
Se även Jean Baptiste Budes de Guébriant.
Guébriant Islands är en ögrupp i Antarktis. Den ligger i havet utanför Västantarktis. Argentina, Chile och Storbritannien gör anspråk på området.